# ماسيمو غوبي
ماسيمو غوبي (بالإيطالية: Massimo Gobbi)‏، (ميلانو، 31 يناير 1980)، لاعب كرة قدم إيطالي.
بدأ مسيرته الكروية مع نادي برو سيستو في موسم 1998/1999، وشارك معهم في 6 مباريات، وفي عام 1999 انتقل إلى نادي تريفيزو، ولعب معهم حتى عام 2006، وشارك معهم في 51 مباراة وسجل 5 أهداف، وأعير في موسم 2001/2002 إلى نادي غويغليانو، ولعب معهم 32 مباراة وسجل 5 أهداف، وفي موسم 2002/2003 أعير إلى نادي البينوليفي، وشارك معهم في 30 مباراة وسجل 7 أهداف، وفي عام 2004 أعير إلى نادي كالياري، ولعب معهم حتى عام 2006، وشارك معهم في 71 مباراة وسجل 5 أهداف، ومنذ عام 2006 وهو يلعب مع نادي فيورنتينا.
و قد بدأ باللعب مع منتخب إيطاليا لكرة القدم في عام 2006.

## روابط خارجية
- ماسيمو غوبي على موقع الاتحاد الأوربي (الإنجليزية)
- ماسيمو غوبي على موقع قاعدة بيانات كرة القدم.إي يو (الإنجليزية)
- ماسيمو غوبي على موقع ناشيونال فوتبول تيمز (الإنجليزية)
- ماسيمو غوبي على موقع Soccerway.com (الإنجليزية)
- ماسيمو غوبي على موقع عالم كرة القدم.نت (الإنجليزية)
- ماسيمو غوبي على موقع كووورة
- ماسيمو غوبي على موقع AS.com (الإسبانية)